# 斑尾棘鮃
斑尾棘鮃為輻鰭魚綱鰈形目鰈亞目棘鮃科的其中一種，分布於東大西洋非洲東北部及地中海海域，棲息深度可達300公尺，體長可達30公分，棲息在沙泥底質底層水域，以小魚及甲殼類為食，生活習性不明，可做為食用魚。